# Malurpatna, Channapatna
Malurpatna là một làng thuộc tehsil Channapatna, huyện Ramanagara, bang Karnataka, Ấn Độ.